# 鉄道模型社
鉄道模型社（てつどうもけいしゃ）は、かつて日本に存在した鉄道模型メーカー。

## 歴史・沿革
戦前（1935年ころ）よりあった鉄道模型メーカーで、製造のみではなく東京都文京区に店舗も構えられた。カワイモデルと並び数々の真鍮製鉄道模型製品を送り出し、普及に貢献した。
1946年に創業者が復員して店を再開。他のメーカー同様アメリカ向けHOゲージの製造・輸出をしていたが、早い時期に日本型16番ゲージ製品の開発に着手。パイオニアとして16番ゲージの発展に貢献した。初期の代表的な製品としてはC61（16番で最初に製品化された国鉄制式蒸気1950年発売）・近鉄2200系・モハ20系こだまやアメリカ向け輸出製品としてBig Boyやキャブフォワードなど多種多彩な製品を送り出した。同じ形式でありながら、たびたび仕様変更を行ったため、生産時期の特定の難しい製品も存在する。さらに他社製品のOEMも行っていた (歌川模型のEF13凸など)。またマイクロキャスト水野をはじめ同社勤務を経て、後に独立しメーカーを起こした人物もあり、人材育成の面でも貢献していた。
1972年より卸売り部門CABを設け、鉄道模型社は小売部となる。従来の製品はブランド名CABで販売した。しかし1年でCABは消滅。量産製品の製造販売を停止した。その後真鍮板にエッチングを施した板状のキット (後述) を主に製造するようになったが、後に店舗にてそれらキットを組み立てた完成品も販売された。
1995年に経営者の死去に伴い廃業した。一部の製品は他店に引き継がれて製造・販売されている。

## 製品
初期製品
いわゆる、初期鉄道模型社製品の大きな特徴として、当時のカツミ・エンドウの「買ってきてすぐ走らせられる、子供の扱いにも十分耐える頑丈さと塗装」といったポリシーと違い、組み立てるだけでなく、メーカー完成品であっても必ずどこかに「不備」があり、その修正を迫られるものが多かった。しかしこれがために、鉄道模型の基礎をきちんと教え込まれたという人も少なくない。いわば反面教師の役割を持った製品作りに特徴があった。1976年の製品の阿里山18tシェイのキットは「一般のファンにはとても普通に組み上げられるなまやさしいキットではない。工作力はもとより必要だがさらに気力と執念が加わらなくては、とても試運転までにこぎつけることはできない」と評された。
また全体のディテールは現在の基準で判断するとやや甘い点は否めないが、かつてはOゲージでもB型電関が普及製品として位置づけられており、それらと比較し、若干実物に近かった製品は年少者や愛好者に受け入れられた。また、かつての製品で状態の良い物の現存数が天賞堂などと比較して少なく、ジャンク品に近い物の比率が高い。これは購入者が鉄道模型社の製品を飾って楽しむと言うより、走らせる事に主眼を置いていたことによる。そのため、中古市場では状態の良い物はディテールの甘さにもかかわらず、比較的高値となる傾向がある。C53などの、ハイディテールの製品は現在でも高額な取引をされることがある。
エッチング板キット
エッチングの施された真鍮板とロストワックス製やホワイトメタル製のパーツ、フライス加工を施された台枠などが入ったキットであった。ただし、エッチング加工はリブやリベットのみが表現されているものが多く、窓が抜かれていないものがあり、キットというよりは「素材」に近いものが多かった。
閉店後も歌川模型などから供給されているが、一部版が変更され、窓がエッチングで抜いてあるものも存在する。一部原版が発見できず、製造できないものもある (キハニ5000など)。

## 独立したメーカー
- 今井製作所
- 中西工房
- 中村精密 - 1971年に鉄道模型社で発売したプラスティック製の国鉄2軸貨車4形式は中村精密が製造[5]
- ひかり模型[6]
- マイクロキャスト水野 - 独立するまで「鉄道模型社ワックスプラント」名で『鉄道模型趣味』に広告を掲載
- 珊瑚模型店